# Our Band Could Be Your Life

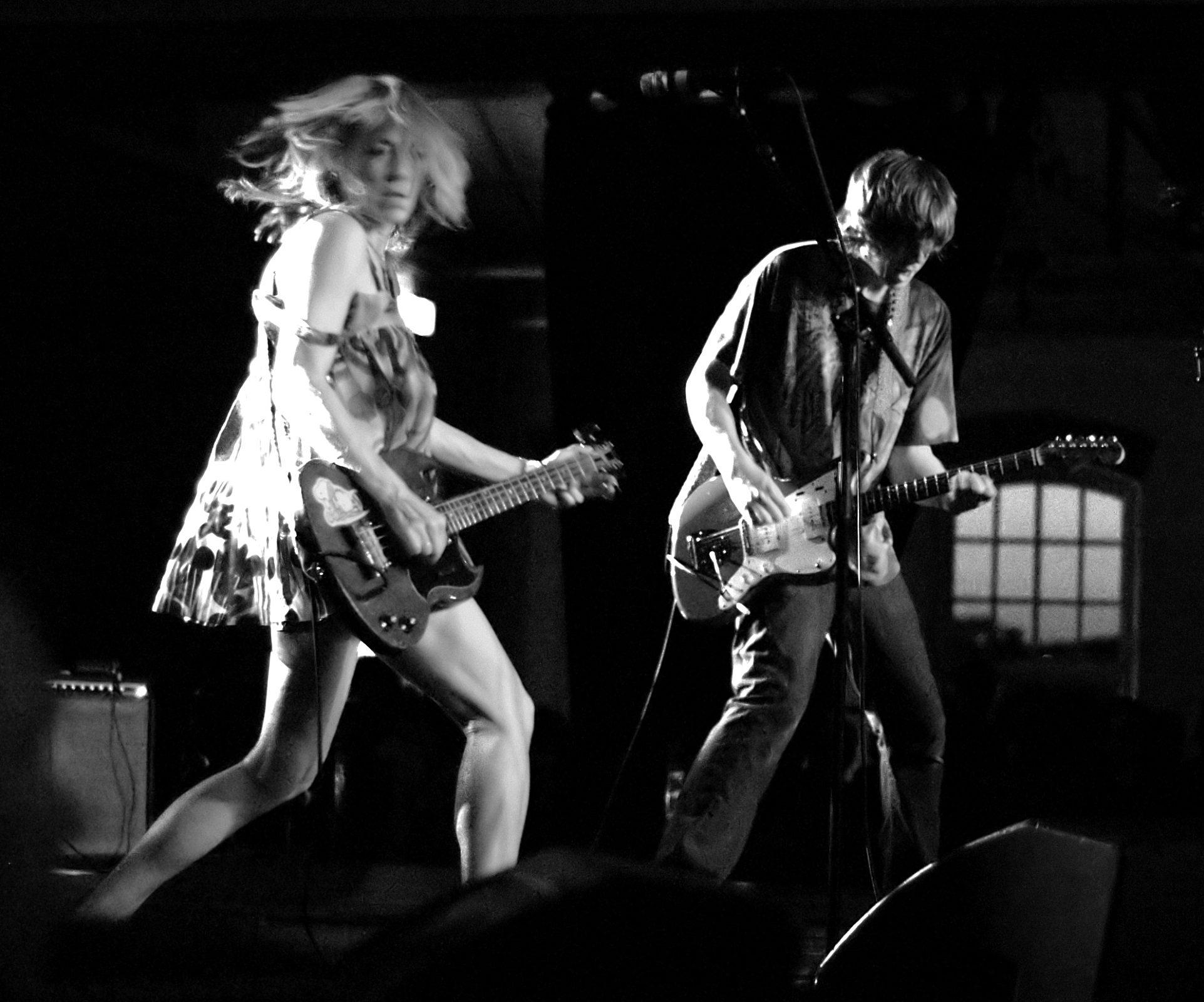
Sonic Youth był jednym z zespołów omówionych w książce

Our Band Could Be Your Life: Scenes from the American Indie Underground, 1981–1991 – książka autorstwa Michaela Azerrada. Opowiada o karierach kilkunastu undergroundowych zespołów rockowych, które, choć nie osiągnęły dużego sukcesu komercyjnego, miały ogromny wpływ na rozwój indie rocka i innych gatunków muzyki alternatywnej. Azerrad przeprowadził wiele wywiadów z członkami zespołów oraz z wysoką szczegółowością zgromadził informacje zawarte w starych książkach, fanzinach i bardziej popularnej prasie.
Inspiracja do napisania książki zrodziła się, kiedy Azerrad oglądał miniserial o historii muzyki rockowej. Według autora, po omówieniu ery punk, przeskoczono od razu od Talking Heads do Nirvany, pomijając całe lata osiemdziesiąte. Azerrad stwierdził: „Pomyślałem, że ktoś powinien coś z tym zrobić”.
Tytuł książki zaczerpnięto z wersu otwierającego autobiograficzny utwór napisany przez Mike’a Watta, „History Lesson – Part II”. Watt skomponował piosenkę dla swojego zespołu Minutemen, któremu poświęcono jeden z rozdziałów książki. Azerrad dedykował Our Band Could Be Your Life D. Boonowi z Minutemen i Bobowi Stinsonowi z The Replacements.
Książka opisuje 13 zespołów:
- Black Flag
- Minutemen
- Mission of Burma
- Minor Threat
- Hüsker Dü
- The Replacements
- Sonic Youth
- Butthole Surfers
- Big Black
- Dinosaur Jr.
- Fugazi
- Mudhoney
- Beat Happening

Z okazji dziesięciolecia książki, Azerrad zorganizował specjalny koncert w Bowery Balroom ze współczesnymi artystami, aby wykonać muzykę zespołów omówionych w tekście.

## Odbiór
W 2006 roku The Observer umieścił Our Band Could Be Your Life na liście 50 najlepszych książek muzycznych w historii. W 2009 magazyn Paste nazwał ją jedną z 12 najlepszych książek muzycznych dekady. Los Angeles Times wymienił książkę na liście 46 niezbędnych lektur rockowych. Robert Christgau, w recenzji dla tygodnika The Village Voice napisał: „Pozwólcie, że wręczę Our Band Could Be Your Life Michaela Azerrada zasłużone kciuki w górę. Oto moja entuzjastyczna recenzja: Czytając te 500-stronnicową historię indie rocka z lat osiemdziesiątych, uciekałem tylko do widniejszego miejsca, by uniknąć odkładania książki. Wszystkie 13 sylwetek czyta się z zapartym tchem”.
W recenzji dla The New York Times, krytyk Eric Weisbard wyraził opinię: „W dekadzie omawianej przez Azerrada, amerykańskie podziemie udowodniło, że światowej klasy rock może być tworzony poza korporacyjnymi strukturami”. Dodał: „Our Band Could Be Your Life z pasją ożywia trzynaście indierockowych zespołów”. Benjamin Nugent z Time stwierdził, że książka była: „przypomnieniem, że Cobain i spółka byli jedynie kluczowym legionem w różnorodnej alt-rockowej armii” oraz napisał: „Our Band Could Be Your Life opowiada, jak zespoły, zaczynając od plakatów domowej roboty i wyjazdów na trasy koncertowe furgonetką, stopniowo budowały grono odbiorców na tyle duże, by zwrócić uwagę wytwórni płytowych i krytyków”.
Strona internetowa z recenzjami książek Baby Got Books napisała: „Jeśli ukończyłeś szkołę średnią (lub przynajmniej miałeś ukończyć) gdzieś pomiędzy wczesnymi latami osiemdziesiątymi a połową lat dziewięćdziesiątych i wykazujesz jakiekolwiek zainteresowanie muzyką, koniecznie przeczytaj tę książkę”.